# 11+
Экзамен «11+», «Одиннадцать плюс» (англ. Eleven plus exam) — экзамен, сдаваемый некоторыми учениками в Англии и Северной Ирландии по окончании начальной школы, который позволяет выбрать учреждение для продолжения образования. Название испытания связано с возрастной группой детей, которые его сдают: 11-12 лет. Ранее данный экзамен использовался на всей территории Англии и Уэльса, но был заменён стандартизованным тестом и применяется сейчас лишь в некоторых графствах и боро Англии. Также известен как Transfer Test , использовавшийся в Трёхзвенной системе  образования с 1944 по 1976 годы.
Экзамен предполагает решение задач, используя словесные рассуждения и математику. Он должен был стать основной проверкой знаний и интеллекта. Начиная с 1944 года испытание помогало определить, какой вид школы ученику следует выбрать после окончания начального обучения: грамматическую школу (для одарённых детей), новую среднюю школу (для большинства учеников) или среднюю техническую школу. В основу Трёхзвенной системы образования была положена идея о том, что навыки важнее финансовых ресурсов в процессе определения способа обучения школьников: различные навыки требуют различного развития.

## В рамках Трёхзвенной системы
Экзамен «11+» был введён Законом об образовании 1944 года (англ. Education Act 1944). Считалось, что тестовая система контроля образования - наиболее эффективная система определения вида школы для продолжения обучения. Благодаря экзамену  «11+» ученик мог подобрать учебное заведение, подходящее его способностям и удовлетворяющее требования будущей профессии.
Когда система была введена, средние технические школы оказались неконкурентоспособными. Трёхзвенная система привела к жестокой конкуренции за престижные места в грамматических школах. В этих условиях экзамен  «11+» приобрёл особое значение. Он уже не был надёжным способом определения уровня способностей. «11+» рассматривался как переводной экзамен в среднюю школу, неудача в котором означала невозможность получить в дальнейшем достойное образование. Это привело к росту недовольства и сомнения в корректности данной системы.

### Структура
Структура экзамена «11+» изменялась с течением времени и во многом зависела от графства, в котором она использовалась. Обычно экзамен состоял из трёх блоков:
- Арифметика (счёт) — проверка устного счёта.
- Письмо — написание эссе на определённую тему.
- Решение практических задач — тестирование общей эрудиции, способности применять логическое мышление и полученные знания для решения практических задач.

Некоторые экзамены также включали:
- Устная часть
- Письменная часть

Большинство детей сдавали переводной экзамен по окончании начальной школы: обычно в возрасте 11-12 лет. В графствах Беркшир и Бакингемшир можно было сдать его  на год раньше, поэтому испытание называли  «10+». Позже графство Бакингемшир переименовало экзамен в «12+», и ученики стали сдавать его на год позже, чем обычно.
Сдавать тест можно было добровольно. Так в 2009 году около 30% учеников школ Северной Ирландии отказались от испытания.
В Северной Ирландии учащиеся, которые сдавали экзамен  «11+», получили оценки в следующих процентных соотношениях: A (25%), B1 (5%), B2 (5%), C1 (5%), C2 (5%), D (55%). При этом официально не было никакой разницы между успешными и неудовлетворительными оценками. Тест был сдан.

## Современная практика
В различных частях Англии осталось 164 гимназии и ещё 69 в Северной Ирландии.